# Roland Sandberg
Roland Sandberg (Karlskrona, 16 dicembre 1946) è un ex calciatore svedese, di ruolo attaccante.

## Carriera

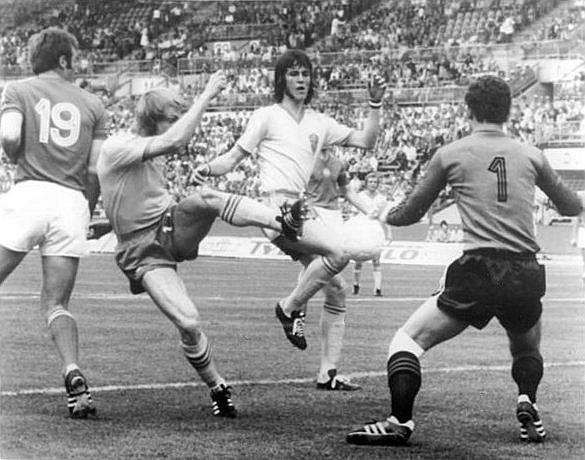
In azione contro la Bulgaria

Giocò vari anni in patria nell'Atvidabergs dove vinse il campionato svedese nel 1972 e nel 1973 prima di trasferirsi in Germania al Kaiserlasutern, nel quale rimase per quattro stagioni. Tornò poi in Svezia per chiudere la carriera. Fu capocannoniere del campionato svedese nel 1971 e nel 1972 (nel secondo caso a pari merito col compagno di squadra Ralf Edström).

## Palmarès

### Club

#### Competizioni nazionali
- Campionato svedese: 2

Åtvidabergs: 1972, 1973
- Coppa di Svezia: 2

Åtvidabergs: 1970, 1971